# 蓝采锦
蓝采锦，清朝人，是一名清朝政治人物。
蓝采锦曾于1899年接替王豫照任上海县知县一职，1899年由戴运寅接任。